# Мери Попинз в парка
„Мери Попинз в парка“ (на английски език: Mary Poppins in the Park) е роман на австралийско-британската писателка Памела Травърз от 1952 г., четвъртата книга от поредицата „Мери Попинз“.
В България е издадена през 1994 г. от изд. „Пан“.

## Сюжет
Съдържа шест от детските приключения на децата на сем. Банкс с Мери Попинз по време на разходките им в парка покрай улица „Черешова“.
Хронологично събитията в тази книга се случват по време на втората или третата книга (съответно „Мери Попинз се завръща“ и „Мери Попинз отваря вратата“). Сред преживените приключения са чаено парти с хората, които живеят под глухарчетата, посещение на котки на друга планета и танцово парти за Хелоуин със сенки на деца.

## Герои
- Мери Попинз - млада бавачка. Не е бъбрива, доста е сурова, харесва ѝ да се облича елегантно и да се оглежда във витрините. Тя е същинска лейди, „абсолютно съвършена във всяко отношение“.
- Джейн - най-голямото дете на семейство Банкс
- Майкъл - синът на семейство Банкс и брат на Джейн
- Джон и Барбара - близнаците на семейство Банкс
- Г-н Банкс - банкер, който работи в Сити
- Г-жа Банкс - съпругата на г-н Банкс
- Анабел – бебе, най-малкото дете на сем. Банкс
- Бърт - кибритопродавач, приятел на Мери Попинз
- Адмирал Бум - съсед на семейство Банкс, къщата му е досущ като кораб
- Мисис Брил - готвачка на семейство Банкс
- Елън - чистачка на семейство Банкс
- Робъртсън Ай - градинар на семейство Банкс
- Кейти - бивша бавачка на семейство Банкс
- Мис Ларк – съседка на семейство Банкс
- Мисис Кори – старица, има магазин са курабии
- Фани и Ани – гигантските дъщери на мисис Кори
- Жената с птиците –  старица, която седи на стълбите на катедралата „Сейнт Пол“ и храни птиците.
- Албърт Уиг – вуйчо на Мери Попинз
- Пазач на парка
- Професор – възрастен жител на улица „Черешова“
- Полицай Егбърт – местният полицай
- Андрю и Желания – кучетата на мис Ларк
- Нелей – мраморна статуя на момче с делфин
- Продавач на сладолед
- Кмет – местният кмет
- Общински съветници
- Британски премиер
- Мис Андрю – властна бивша бавачка на г-н Банкс

## Глави
- Първа глава. Всяка гъска се мисли за лебед
- Втора глава. Верни приятели
- Трета глава. Щастливият четвъртък
- Четвърта глава. Децата в приказката
- Пета глава. Малката градинка
- Шеста глава. Вси светии